# Gros-Chastang
Gros-Chastang é uma comuna francesa na região administrativa da Nova Aquitânia, no departamento de Corrèze. Estende-se por uma área de 13,37 km². Em 2010 a comuna tinha 187 habitantes (densidade: 14 hab./km²).